# Tạo mẫu nhanh

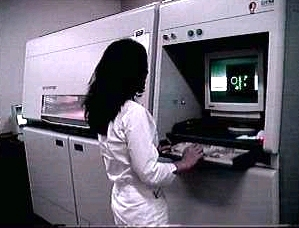
Máy tạo mẫu nhanh sử dụng công nghệ thiêu kết laser có chọn lọc (SLS)

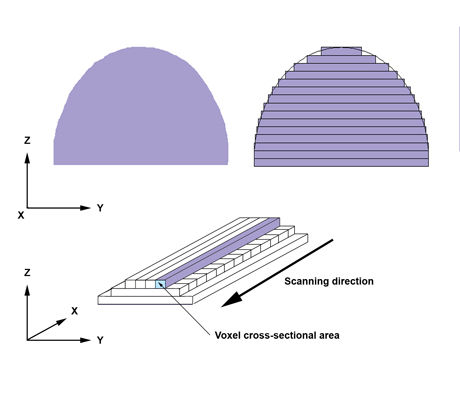
Cắt lớp mô hình 3D

Tạo mẫu nhanh là một nhóm các kỹ thuật được sử dụng để chế tạo một cách nhanh chóng một mô hình thu nhỏ của một bộ phận vật lý hoặc lắp ráp bằng cách sử dụng dữ liệu thiết kế ba chiều có sự hỗ trợ của máy tính (CAD). Các chi tiết hay cụm lắp ráp được chế tạo bằng công nghệ in 3D hay sản xuất bằng các lớp bồi đắp.
Phương pháp tạo mẫu nhanh đầu tiên xuất hiện vào cuối những năm 80 và được sử dụng để chế tạo các mô hình và các chi tiết mẫu. Ngày nay, chúng được sử dụng cho nhiều ứng dụng sản xuất các chi tiết chất lượng với số lượng tương đối nhỏ nếu cần mà không bị ảnh hưởng bởi các yếu tố kinh tế ngắn hạn gây bất lợi. Nền kinh tế này đã khuyến khích các văn phòng dịch vụ trực tuyến. Các nghiên cứu lịch sử về công nghệ RP bắt đầu với các cuộc thảo luận về kỹ thuật sản xuất simulacra được sử dụng bởi các nhà điêu khắc thế kỷ 19. Một số nhà điêu khắc hiện đại sử dụng công nghệ con cháu để sản xuất triển lãm. Khả năng tái tạo các thiết kế từ một tập dữ liệu đã làm nảy sinh các vấn đề về quyền, vì bây giờ có thể nội suy dữ liệu thể tích từ các hình ảnh một chiều.
Cũng như các phương pháp sản xuất trừ CNC, quy trình  thiết kế với sự hỗ trợ máy tính - sản xuất CAD -CAM trong quy trình tạo mẫu nhanh truyền thống bắt đầu bằng việc tạo dữ liệu hình học, hoặc là khối 3D bằng máy trạm CAD hoặc cắt lát 2D sử dụng thiết bị quét. Để tạo mẫu nhanh, dữ liệu này phải đại diện cho một mô hình hình học hợp lý; cụ thể là, một mặt có các bề mặt biên bao quanh một khối lượng hữu hạn, không chứa lỗ nào lộ ra bên trong, và không tự gập lại. Nói cách khác, đối tượng phải có "bên trong". Mô hình là hợp lệ nếu cho mỗi điểm trong không gian 3D, máy tính có thể xác định duy nhất cho dù điểm đó nằm bên trong, trên hoặc bên ngoài bề mặt biên của mô hình. Các bộ xử lý CAD sẽ ước tính các dạng hình học CAD bên trong của nhà cung cấp ứng dụng (ví dụ, B-splines) với một dạng toán học đơn giản, lần lượt được thể hiện dưới dạng dữ liệu được chỉ định, một tính năng phổ biến trong sản xuất bồi đắp: STL (stereolithography) một tiêu chuẩn thực tế để chuyển các mô hình hình học khối đặc sang các máy SFF. Để có được các quỹ đạo điều khiển chuyển động cần thiết để điều khiển SFF thực tế, tạo mẫu nhanh, in 3D hoặc cơ chế sản xuất phụ gia, mô hình hình học được chuẩn bị thường được cắt thành các lớp và các lát được quét thành các đường (tạo bản vẽ 2D) quỹ đạo như đường chạy dao CNC), mô phỏng ngược lại quá trình xây dựng vật lý từng lớp.

## Các lĩnh vực ứng dụng
Hệ thống sản xuất 3D cho phépxe điện được chế tạo và thử nghiệm trong một năm. Tạo mẫu nhanh cũng thường được áp dụng trong kỹ nghệ phần mềm để thử các mô hình kinh doanh và kiến trúc ứng dụng mới.

## Lịch sử
Trong thập niên 1970, Joseph Henry Condon và những người khác tại Phòng thí nghiệm Bell đã phát triển Hệ thống Thiết kế Mạch Unix (UCDS), tự động hóa nhiệm vụ mất thời gian và khó khăn của việc chuyển đổi bản vẽ sang chế tạo bảng mạch cho mục đích nghiên cứu và phát triển.

Vào những năm 1980, các nhà hoạch định chính sách và các nhà quản lý công nghiệp Mỹ buộc phải lưu ý rằng sự thống trị của Mỹ trong lĩnh vực sản xuất máy công cụ đã không còn, trong cái được gọi là cuộc khủng hoảng máy công cụ. Nhiều dự án số trong lĩnh vực CAM CNC truyền thống đã tìm cách chống lại những xu hướng này, đã bắt đầu ở Mỹ. Sau đó, khi hệ thống Tạo mẫu nhanh chuyển ra khỏi phòng thí nghiệm và được thương mại hóa, sự phát triển của nó đã không cho các công ty tạo mẫu nhanh quốc tế và của Mỹ nhiều lựa chọn tránh né. Quỹ Khoa học Quốc gia là một chiếc ô cho Cơ quan Hàng không và Vũ trụ Quốc gia (NASA), Bộ Năng lượng Hoa Kỳ, Bộ Thương mại Hoa Kỳ NIST, Bộ Quốc phòng Mỹ, Cơ quan Dự án Nghiên cứu Quốc phòng tiên tiến (DARPA), và Văn phòng Nghiên cứu Hải quân phối hợp nghiên cứu để thông báo cho các nhà hoạch định chiến lược trong các cuộc thảo luận của họ. Một báo cáo như vậy vào năm 1997 là Báo cáo Hội đồng về Tạo mẫu nhanh ở châu Âu và Nhật Bản trong đó người sáng lập Joseph J. Beaman của Tập đoàn DTM [DTM RapidTool ảnh] cung cấp một quan điểm lịch sử:
| “ | Nguồn gốc của công nghệ tạo mẫu nhanh có thể được truy nguồn từ các thực tiễn trong địa hình và quang phổ. Trong TOPOGRAPHY Blanther (1892) đã đề xuất một phương pháp phân lớp để tạo khuôn cho các bản đồ địa hình giấy cứu trợ được nâng lên. Quá trình này liên quan đến việc cắt các đường đồng mức trên một dãy các tấm được xếp chồng lên nhau. Matsubara (1974) của Mitsubishi đề xuất một quá trình địa hình với một nhựa photopolymer làm cứng hình ảnh để tạo thành các lớp mỏng xếp chồng lên nhau để tạo khuôn đúc. PHOTOSCULPTURE là một kỹ thuật thế kỷ 19 để tạo ra các bản sao ba chiều chính xác của các đối tượng. Francois Willeme nổi tiếng nhất (1860) đã đặt 24 camera trong một mảng hình tròn và đồng thời chụp ảnh một vật thể. Hình bóng của mỗi bức ảnh sau đó được sử dụng để khắc một bản sao. Morioka (1935, 1944) đã phát triển một tác phẩm điêu khắc ảnh và quá trình địa hình bằng cách sử dụng ánh sáng có cấu trúc để tạo các đường đồng mức của một đối tượng. Các dòng này sau đó có thể được phát triển thành các tấm và cắt và xếp chồng lên nhau hoặc chiếu lên vật liệu để chạm khắc. Quy trình Munz (1956) đã tái tạo một hình ảnh ba chiều của một vật bằng cách phơi sáng có chọn lọc, từng lớp một, nhũ tương ảnh trên một piston giảm. Sau khi sửa chữa, một hình trụ trong suốt có chứa một hình ảnh của đối tượng. | ” |
| — | |   |

Các công nghệ được gọi là chế tạo dạng tự do rắn là những gì chúng ta nhận biết ngày nay như tạo mẫu nhanh, in 3D hoặc sản xuất đắp dần: Swainson (1977), Schwerzel (1984) đã nghiên cứutrùng hợp polyme cảm quang tại giao điểm của hai chùm tia laser điều khiển bằng máy tính. Ciraud (1972) xem lắng đọng tĩnh từ hoặc tĩnh điện với chùm electron, laser hoặc plasma cho lớp phủ bề mặt thiêu kết. Tất cả đều được đề xuất nhưng không biết liệu máy móc đã được chế tạo chưa. Hideo Kodama của Viện nghiên cứu công nghiệp thành phố Nagoya là người đầu tiên xuất bản một tài khoản của một mô hình rắn chế tạo bằng cách sử dụng một hệ thống tạo mẫu nhanh polyme cảm quang (1981). Ngay cả trong những ngày đầu ngày đó, công nghệ cũng đã được xem là có chỗ đứng trong nền sản xuất. Sản phẩm có độ bền thấp, độ phân giải thấp có giá trị trong việc xác minh thiết kế, chế tạo khuôn, đồ gá sản xuất và các lĩnh vực khác. Đầu ra đã dần dần nâng cao theo hướng sử dụng đặc điểm kỹ thuật cao hơn.
Đổi mới liên tục được tìm kiếm, để cải thiện tốc độ và khả năng ứng phó với các ứng dụng sản xuất hàng loạt. Một sự phát triển đầy kịch tính mà RP chia sẻ với các lĩnh vực CNC liên quan là việc các phần mềm miễn phí nguồn mở được ứng dụng ở mức độ cao tạo thành một chuỗi công cụ CAD-CAM toàn diện. Điều này đã tạo ra một cộng đồng các nhà sản xuất thiết bị có độ phân giải thấp. Người chơi thậm chí đã tạo ra những đột phá thành các thiết kế thiết bị laser hiệu dụng đòi hỏi khắt khe hơn.

## Kỹ thuật
- In 3D (3DP)
- Phay CNC chính xác (CNC milling)
- Sản xuất hạt đạn đạo (BPM)
- Chế tạo bằng ánh sáng định hướng (DLF)
- Đúc sản xuất vỏ trực tiếp (DSPC)
- Mô hình hóa lắng đọng nóng chảy (FDM)
- Sản xuất đối tượng theo lớp (LOM)
- Sản xuất lắng đọng hình dạng (SDM) (và khuôn SDM)
- Đông cứng nền rắn (SGC)
- Thiêu kết laser có chọn lọc (SLS)
- Nung chảy bằng laser có chọn lọc (SLM)
- In lito lập thể (SLA)